# Unidad periférica de Beocia
Beocia (en griego Βοιωτία, Viotía) es una unidad periférica de Grecia, en la periferia de Grecia Central. Su capital es Livadiá y la segunda ciudad más grande es Tebas. Las unidades periféricas limítrofes son Fócida en el oeste, Ftiótide en el norte y noroeste, Eubea al este (separada por una bahía y un golfo) y la periferia de Ática al sur. Hasta el 1 de enero de 2011 fue una de las 51 prefecturas en que se dividía el país.

## Municipios
Desde el año 2011, la unidad periférica de Beocia se divide en los siguientes seis municipios: 

Municipios de la unidad periférica de Beocia.

| N.º | Municipio                | Población (2011) | Capital    |
| --- | ------------------------ | ---------------- | ---------- |
| 1   | Lebadea                  | 31 315           | Lebadea    |
| 2   | Alíartos                 | 10 887           | Haliarto   |
| 3   | Dístomo-Arájova-Anticira | 8188             | Dístomo    |
| 4   | Tebas                    | 36 477           | Tebas      |
| 5   | Orcómeno                 | 11 621           | Orcómeno   |
| 6   | Tanagra                  | 19 432           | Schimatari |